# Gran Premi internacional de la vila d'Alger
El Gran Premi internacional de la vila d'Alger, abreujat Gran Premi d'Alger, és una competició ciclista per etapes que es disputa a Algèria. Des del 2018 la cursa forma part de l'UCI Àfrica Tour, amb una categoria 2.2.

## Palmarès
| Any       | Vencedor               | Segon            | Tercer           |
| --------- | ---------------------- | ---------------- | ---------------- |
| 2017      | Abdellah Ben Youcef    | Yacine Hamza     | Ismail Lallouchi |
| 2018      | Charálampos Kastrantás | Mounir Makhchoun | Gaëtan Bille     |
| 2019-2022 | non disputat           | non disputat     | non disputat     |
| 2023      | Youcef Reguigui        | Meron Teshome    | Jarri Stravers   |
| 2024      | Hamza Amari            | Metkel Eyob      | Ayoub Ferkous    |
| 2025      | Yacine Hamza           | Yevgeniy Gidich  | Youcef Reguigui  |